# Vocalización de las aves

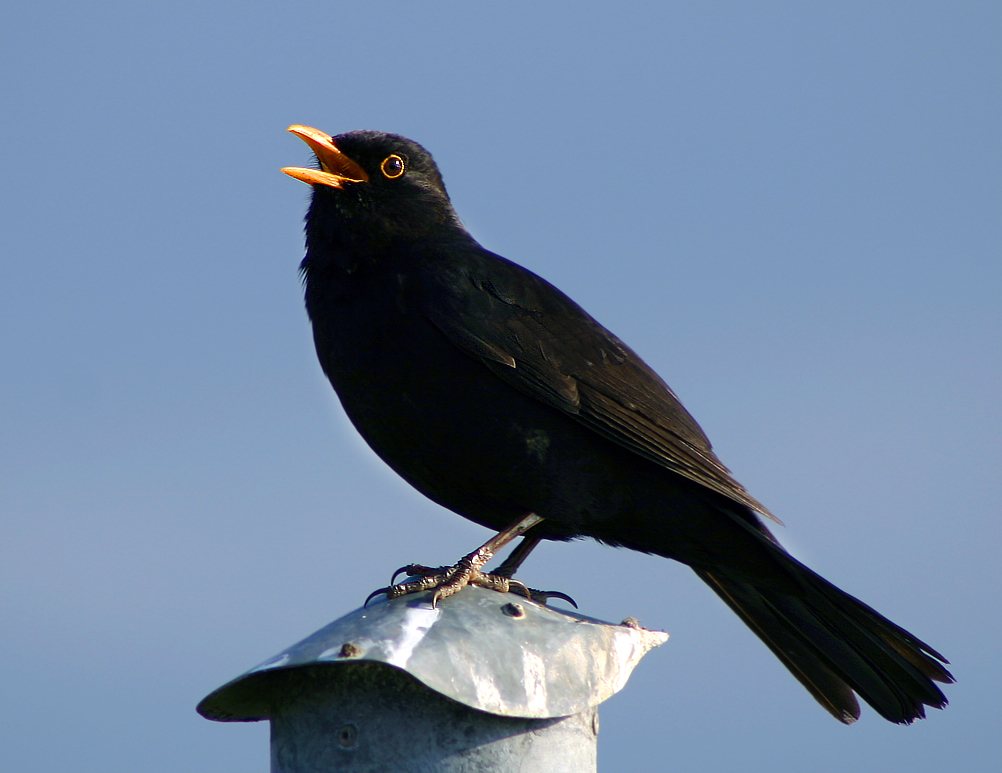
Mirlo común macho (Turdus merula) vocalizando. Bogense havn, Funen, Dinamarca..

El término vocalización de las aves se refiere a los sonidos vocales que estos animales emiten, incluyendo tanto el canto (gorjeo, trino) como los reclamos. A un nivel no técnico, el canto son los sonidos que emiten las aves y que son melodiosos al oído humano. En ornitología, el canto de las aves se diferencia de los sonidos cortos distintivos, a menudo denominados reclamos o llamadas.

## Definición
La diferencia entre canto y reclamo es de alguna manera arbitraria. Los cantos son más largos y complejos y están asociados al cortejo y apareamiento, mientras los reclamos tienden a prestar función de alarma o para mantener junta a la bandada y en comunicación. Otras autoridades como Howell y Webb (1995) hacen la distinción sobre la base de su función, de esta forma, vocalizaciones cortas como las de las palomas e incluso, sonidos no vocales como el "tamborileo" de los pájaros carpinteros  o el batido de las alas de la agachadiza en sus vuelos de exhibición son considerados cantos. Sin embargo, otros autores enfatizan que el canto debe poseer diversidad silábica y regularidad temporal semejante a los patrones repetitivos y transformativos que definen la música.
El canto de las aves está más desarrollado en el orden Passeriformes. La mayoría de los cantos son emitidos por los machos más que por las hembras. Los cantos son emitidos desde sitios de percheo aunque algunas especies pueden hacerlo en vuelo. Algunos grupos de aves son casi mudos, produciendo sonidos puramente mecánicos, tales como las cigüeñas que solo traquetean sus picos. En algunas especies de pipras, el macho ha desarrollado varios elementos mecánicos para la producción de sonidos, incluyendo mecanismos para la estridulación no muy diferente a la de los insectos.
La producción de sonidos a partir de medios mecánicos, en oposición a los emitidos a través de la siringe ha sido denominados en ocasiones como "música instrumental" por Charles Darwin, "sonidos mecánicos" y más recientemente como "sonatación". El término "sonata" ha sido definido como el acto de producir sonidos no vocales con la intención de modular señales comunicativas, producidas sin utilizar la siringe, tales como el pico, las alas, cola, patas y plumas del cuerpo.

## Anatomía
El órgano vocal en las aves es llamado siringe; es una estructura ósea en el extremo caudal de la tráquea vertebral (a diferencia de la laringe en el extremo craneal de la tráquea de los mamíferos). La siringe y en ocasiones un saco aéreo circundante resuenan a las vibraciones por medio de pasos membranosos por donde el ave fuerza el paso del aire. Esta controla el tono cambiando la tensión en las membranas y controla tanto el tono como el volumen cambiando la fuerza de exhalación. Puede controlar ambos lados de la tráquea independientemente, de esta manera, algunas especies pueden producir dos notas a la vez.

## Función
La hipótesis de algunos científicos es que los cantos de las aves han evolucionado a través de la selección sexual, y ciertos experimentos sugieren que la calidad del canto del ave puede ser un buen indicador del estado físico del individuo. Algunos experimentos también sugieren que ciertos parásitos y enfermedades pueden afectar las características del canto como la frecuencia en que sucede, por tanto, establece un indicador de salud. El repertorio de los cantos, al parecer, también indica el estado físico en ciertas especies. La habilidad de los machos de mantener y proclamar su territorio utilizando el canto también demuestra su superioridad física.            
La comunicación a través del canto puede darse entre individuos pero también puede darse entre diferentes especies. La llamada de acoso en aves se usa para reclutar individuos cuando amenaza un búho u otro depredador amenaza. Estos llamados se caracterizan por el hecho de que tienen un amplio espectro de frecuencia, comienzo y terminación agudos, y repetitividad. Estas características son comunes entre diferentes especies y se cree que son útiles a otros posibles acosadores por ser de fácil localización. Por otra parte, los llamados de alarma de muchas especies son característicamente agudos y difíciles de localizar con precisión.
Individualmente, las aves pueden ser suficientemente sensibles para identificarse entre sí a través de los cantos. Muchas de las aves que anidan formando colonias pueden localizar a sus polluelos utilizando sus cantos. En ocasiones, los cantos son suficientemente distintivos de un individuo a otro como para ser identificados, inclusive por investigadores humanos durante la realización de estudios ecológicos.
Algunas aves realizan llamados a dúo. En algunos casos los duetos están tan bien coordinados en temporalidad que parecen un solo canto. Este tipo de llamado se denomina "dueto antifonal". Estas formas de llamado se han observado en un amplio rango de familias incluidas las perdices, los alcaudones, charlatanes como el charlatán cimitarra, algunos búhos y loros. La función de estos llamados orquestales es incierta.
Algunas aves son excelentes imitadores de cantos de otras especies. Se ha planteado la hipótesis de que en algunas especies tropicales, las imitaciones como la del drongo juegan un rol importante en la formación de grupos de alimentación con diferentes especies.
Algunas aves que habitan en cuevas, como los guácharos y las salanganas y vencejos, utilizan señales audibles (gran parte de la frecuencia se presenta en el rango de entre 2 y 5 kHz) para realizar ecolocación en la oscuridad de las cuevas. 
La capacidad auditiva de las aves está en el rango de por debajo de los 50 Hz (infrasónico) hasta por encima de los 20 kHz (ultrasónico) con sensibilidad máxima entre 1 y 5 kHz. El rango de frecuencias dentro del cual las aves realizan sus llamados varía dependiendo de la calidad del hábitat y de los sonidos del ambiente. Se ha sugerido que cantos con poco ancho de banda, bajas frecuencias, modulación de baja frecuencia e intervalos inter-elementos largos se escuchan con frecuencia en hábitats con estructuras de vegetación complejas (que tienden a absorber o disipar sonidos), mientras que altas frecuencias mayor ancho de banda, modulaciones de alta frecuencia (vibraciones) e intervalos inter-elementos cortos pueden esperarse en hábitats abiertos. Se ha planteado la hipótesis de que el rango de frecuencia disponible está fragmentado para que el traslape de los cantos entre especies difiera en frecuencia y tiempo. Esta conjetura se ha definido como nicho acústico. En áreas urbanas, donde abundan los sonidos de baja frecuencia, se ha notado que las aves tienden a cantar con mayor volumen y en tonos más altos.
El canto de las aves se ha asociado también con las sensaciones de seguridad, protección, relajación. También se cree que las frecuencias sonoras específicas del canto de los pájaros generan una sensación de calma en el ser humano y mejora su estado de ánimo.

## Aprendizaje
Los cantos de diferentes especies de aves varían, y son más o menos característicos de la especie. En biología moderna, los cantos de las aves son típicamente analizadas utilizando espectroscopia acústica. La complejidad y la cantidad de los diferentes cantos (el cuitlacoche rojizo posee más de 3000) varía considerablemente de especie a especie; en algunas especies existe esta variación incluso entre individuos. En algunas especies como el estornino y los cenzontles, los cantos integran elementos arbitrarios que los individuos aprenden durante su vida, como una forma de mimetismo (aunque un término más adecuado sería llamarle “apropiación” pues el ave no pasa por otra especie). A inicios de 1773 se determinó que las aves aprendían llamados y experimentos de “cambio de padres” lograron que un pardillo común aprendiera el canto de una alondra. En muchas especies, a pesar de que los rudimentos del canto parecen ser los mismos para todos los miembros de la especie, los polluelos aprenden ciertos detalles del canto de sus padres, y estas variaciones se fortalecen a través de diferentes generaciones dando origen a diversos dialectos.
Las aves aprenden cantos desde muy tempranas edades con sub-vocalizaciones que se convierten en interpretaciones de los cantos de los adultos. Los diamante mandarín son la especie más popular para investigaciones en cantos de aves, por desarrollar su versión del canto de un familiar adulto en alrededor de 20 días luego de haber salido del cascarón. Por alrededor de 35 días, los polluelos tendrán que aprender las canciones de los adultos. Las versiones más tempranas del canto son “rústicas” o variables y le tomará al polluelo aproximadamente de dos a tres meses “pulir” la canción (hacerla menos variable) para semejar el canto de aves sexualmente maduras.
Las investigaciones indican que la adquisición de cantos en las aves es una forma de aprendizaje motriz que involucra regiones del ganglio basal. Modelos de este aprendizaje motriz del canto de las aves son utilizados como esquemas de cómo los humanos aprenden a hablar. En algunas especies como el diamante mandarín, el aprendizaje de cantos se limita al primer año, por lo que se les denomina de aprendizaje “limitado por la edad” o “de fin cercano”. Otras especies como los canarios pueden desarrollar nuevos cantos incluso en la edad adulta; a estos se les cataloga como de aprendizaje “de fin lejano”.
Los científicos han conjeturado que los cantos aprendidos permiten el desarrollo de cantos más complejos a través de la interacción cultural, permitiendo así dialectos intra-especies que ayudan a que las aves se mantengan unidas con sus allegados dentro de la especie, y que a la vez les permita adaptar sus cantos al medio acústico donde viven.